# Jef Claerhout

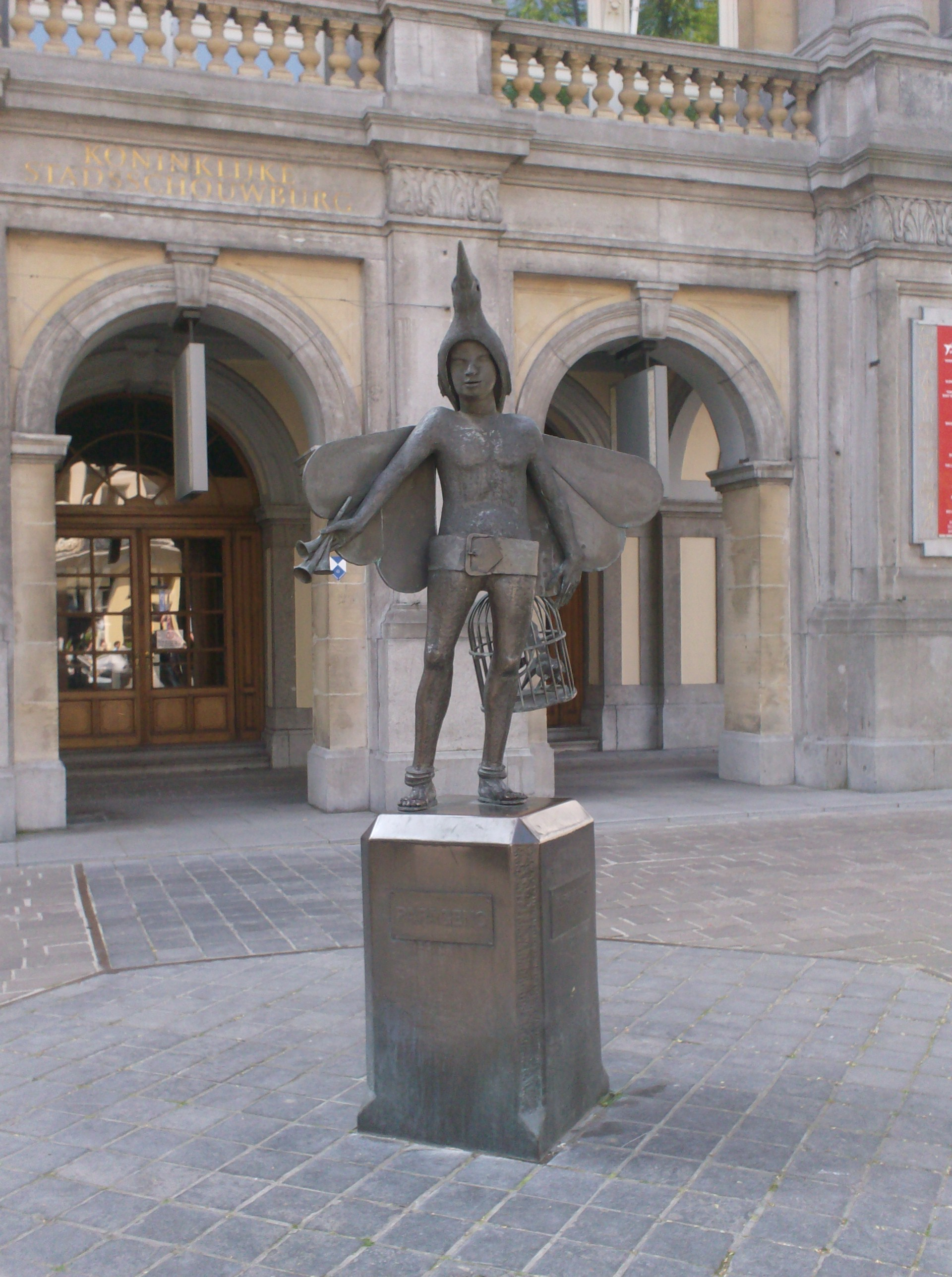

Jef Claerhout est un sculpteur belge né le 29 septembre 1937 à Tielt et mort le 10 août 2022, qui a notamment réalisé Papageno, statue se trouvant devant le théâtre municipal de Bruges.
On trouve beaucoup de statues de bronze ou d'œuvres d'art de sa main à la périphérie de Bruges et de Tielt ainsi qu'aux alentours (province de Flandre Occidentale).
Le travail du métal faisait partie de la tradition familiale, c'est donc tout naturellement que Jef fit des sculptures en métal. Grâce aux différentes techniques de soudage et de déformation en métal, il incarna dans le métal les récits fantastiques que son grand-père lui racontait lorsqu'il était enfant : les contes folkloriques, dans lesquels l'humour, la mythologie et l'ironie s'incarnent dans des figures fabuleuses, des animaux, des oiseaux et des chevaux. Il a également réalisé un certain nombre de sculptures plus réalistes de gens ou de personnages illustres comme le général Stanisław Maczek et Albéric Schotte.